# Atletisme als Jocs Olímpics d'estiu de 1900 - salt de llargada masculí
La prova del salt de llargada masculí va ser una de les proves d'atletisme que es va dur a terme als Jocs Olímpics de París de 1900. El salt de llargada es va disputar el 14 i 15 de juliol de 1900 i hi prengueren part dotze atletes representants de sis països.

## Medallistes
| Or               | Plata          | Bronze        |
| Alvin Kraenzlein | Myer Prinstein | Patrick Leahy |

## Rècords
Aquests eren els rècords del món i olímpic que hi havia abans de la celebració dels Jocs Olímpics de 1900.
| Rècord del Món | 7,50 metres (*) | Myer Prinstein | Filadèlfia (USA) | 28 d'abril de 1900     |
| Rècord Olímpic | 6,35 metres     | Ellery Clark   | Atenes (GRE)     | 7 d'abril de 1896 (CG) |

(*) no oficial

## Resultats

### Qualificació
Els dotze saltadors van prendre part a la qualificació. Els cincs primers passen a la final.
| Posició | Atleta            | Distància |
| ------- | ----------------- | --------- |
| 1       | Myer Prinstein    | 7,175 m   |
| 2       | Alvin Kraenzlein  | 6,930 m   |
| 3       | Albert Delannoy   | 6,755 m   |
| 4       | William Remington | 6,725 m   |
| 5       | Patrick Leahy     | 6,710 m   |
| 6       | John McLean       | 6,655 m   |
| 7       | Thaddeus McClain  | 6,435 m   |
| 8       | Waldemar Steffen  | 6,300 m   |
| 9       | Ernő Schubert     | 6,050 m   |
| 10      | Gyula Strausz     | 6,010 m   |
| 11      | Tore Blom         | 5,770 m   |
| 12      | Erik Lemming      | 5,500 m   |

### Final
A la final els resultats obtinguts durant la qualificació continuaven sent vàlids. Prinstein, deia tenir un acord amb Kraenzlein per no competir en diumenge, i així ho va fer. En canvi Kraenzlein sí que prengué part a la final del dia 15 de juliol, superant la marca que havia fet Prinstein el dia abans. Això enfurismà Prinstein, el qual intentà agredir Kraenzlein. Les fonts varien pel que fa a si algun dels cops va impactar en l'adversari.
Delannoy, tercer a la qualificació, es va veure relegat a la cinquena posició final, sent la tercera posició per a Patrick Leahy.
| Posició | Atleta            | Distància   | Qualificació |
| ------- | ----------------- | ----------- | ------------ |
| Or      | Alvin Kraenzlein  | 7,185 m     | 6,930 m      |
| Plata   | Myer Prinstein    | SM          | 7,175 m      |
| Bronze  | Patrick Leahy     | 6,950 m     | 6,710 m      |
| 4       | William Remington | 6,825 m     | 6,725 m      |
| 5       | Albert Delannoy   | desconeguda | 6,755 m      |

SM: Sense marca